# Arc déplacé
Arc déplacé est une œuvre de Christine O'Loughlin. C'est l'une des œuvres d'art de la Défense, en France.

## Description
L'œuvre est située sur l'esplanade. Elle consiste en une découpe d'un demi-cercle de pelouse de 22 m de diamètre et son déplacement d'un demi-tour.

## Historique
L'œuvre est installée en 1994.